# جونسرد
جونسرد (انگلیسی: Jonsereds) شرکت ابزارسازی سوئدی است‌، که در سال ۱۸۳۲ تأسیس شد.